# Automobiles Colombe
Automobiles Colombe war ein französischer Hersteller von Automobilen.

## Unternehmensgeschichte
Die Herren Doué und Durand gründeten 1920 das Unternehmen in Colombes zur Produktion von Automobilen. Der Markenname lautete Colombe. 1925 endete die Produktion.

## Fahrzeuge
Das erste Modell war mit einem Vierzylindermotor vom Ford Modell T ausgestattet. 1923 erschien ein Dreirad, bei dem sich das einzelne Rad vorne befand. Der luftgekühlte Einzylindermotor mit 345 cm³ Hubraum trieb das Vorderrad an. An dieser Konstruktion war der Ingenieur Villard beteiligt, der spätere ähnliche Fahrzeuge in seinem Unternehmen Automobiles Villard herstellte.